# Малый Ильинский мост
Малый Ильинский мост — автодорожный железобетонный балочный мост через реку Лубью в Красногвардейском районе Санкт-Петербурга. 

## Расположение

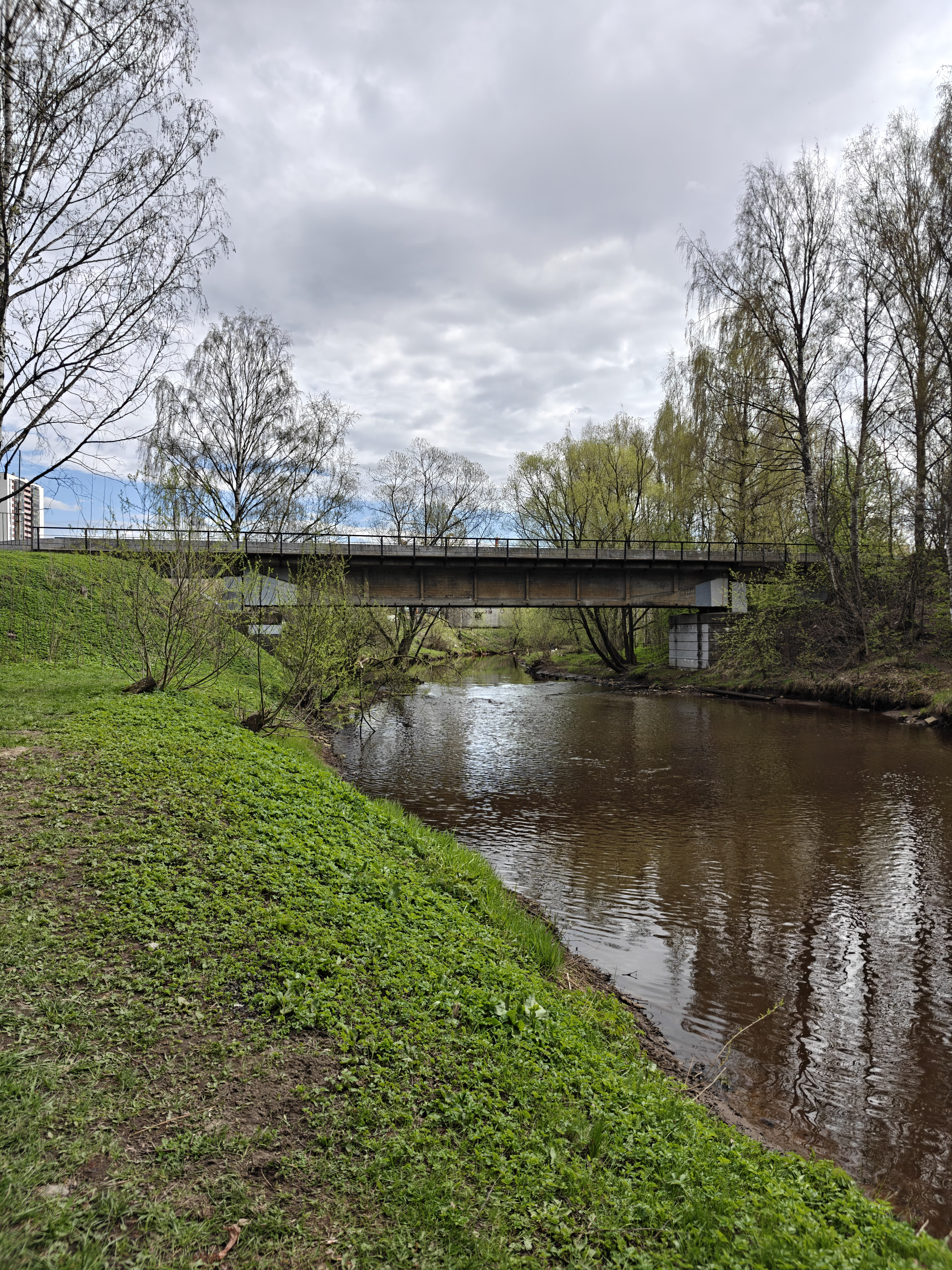
Малый Ильинский мост

Расположен в створе безымянного проезда в Ильинском саду, у дома 17а по Ильинской слободе. 
Выше по течению находится Лупповский мост.
Ближайшая станция метрополитена — «Ладожская».

## Название
До 1997 года мост назывался Лупповским №1а. 6 ноября 1997 года мост был переименован в Малый Ильинский (расположенный рядом мост через реку Охту был назван Большим Ильинским), по расположенному рядом храму Святого Илии Пророка.

## История
Деревянный мост на этом месте изображен на карте 1858 года. Мост неоднократно ремонтировался, в 1940 году при очередном ремонте деревянные прогоны были заменены на металлические балки. 
К 1990-м годам по результатам обследования моста было установлено его неудовлетворительное состояние. Было решено использовать бывший железнодорожный мост, расположенный выше по течению в створе Эфирной улицы, а деревянный автодорожный мост N1а разобрать. В 1991 году по проекту инженера «Ленмосттреста» В. И. Фельдмана произведена реконструкция четырёхпролётного железнодорожного моста в трёхпролётный автодорожный.